# جوسایا جی. اوانز
جوسایا جی. اوانز (به انگلیسی: Josiah James Evans) سناتور سابق عضو حزب دموکرات ایالات متحده آمریکا بود. وی در سال ۱۸۵۳ تا ۱۸۵۸ میلادی سناتور ایالت کارولینای جنوبی در سنای ایالات متحده آمریکا بود.